# Каспер, Мерчин
Ме́рчин Ка́спер, немецкий вариант — Мартин Каспер (в.-луж.  Měrćin Kasper, нем. Martin Kasper, 26 июля 1929 года, деревня Брезынка, Лужица, Германия — 12 ноября 2011 года, Будишин, Германия) — серболужицкий историк-сорабист, общественный деятель, директор Института серболужицкого народоведения и главный редактор научного журнала «Lětopis».

## Биография
Родился 26 июля 1929 года в семье рабочего фарфорового производства в серболужицкой деревне Брезынка в окрестностях города Будишин. Окончил народную школу в селе Дельня-Кина и в 15-летнем возрасте поступил в педагогическое училище в городе Лёбау. После Второй мировой войны продолжил своё образование в гимназиях в чешских городах Ческа-Липа и Варнсдорф. В 1949 году возвратился в Лужицу и по ходатайству Павола Недо был назначен ответственным за молодёжную работу в культурно-просветительском обществе «Домовина». С 1951 по 1956 год был членом секретариата «Домовины».
В 1956 году был принят на работу ассистентом в Институт серболужицкого народоведения. В 1961 году окончил исторический факультет Берлинского университета имени Гумбольдта. В 1965 году защитил в Лейпцигском университете диссертацию по теме «Антиимпериалистическое движение немецкого и серболужицкого крестьянства в саксонской Верхней Лужице 1924—1933 годах». В Институте серболужицкого народоведения занимался исследованием истории Лужицы межвоенного периода, результатом чего стало издание в 1976 году отдельной книги «Stawizny Serbow» (История серболужичан). Это сочинение вынес на обсуждение при соискании научной степени доктора исторических наук в Академии наук ГДР.
Был членом одной из комиссии союзного управления «Домовины».
В 1977 году был выбран после Павола Недо на пост директора Института серболужицкого народоведения. В 1978 году стал профессором в Берлинском университете.
1 октября 1990 года вышел на пенсию. Его преемником стал Гельмут Фаска.
Скончался 12 ноября 2011 года и был похоронен в Будишине на Тухорском кладбище.

## Избранные сочинения
- Zeitzeichen 1918—1933. Quellen zur sorbischen Geschichte. Ludowe nakładnistwo Domowina, Budyšin 1995.
- Die Lausitzer Sorben in der Wende 1989/1990. Ein Abriss mit Dokumenten und einer Chronik. W: Schriften des Sorbischen Instituts 28. Ludowe nakładnistwo Domowina, Budyšin 2000.